# Itatí Cantoral
Itatí Guadalupe Cantoral Zucchi, mais conhecida como Itatí Cantoral (Cidade do México, 13 de maio de 1975), é uma atriz, cantora e dançarina mexicana. Tornou-se muito famosa no Brasil e em diversos países por sua consagrada personagem, a vilã Soraya Montenegro, da novela Maria do Bairro.

## Biografia
Oriunda de uma família de quatro irmãos, é filha do cantor e compositor mexicano Roberto Cantoral, e da atriz argentina Itatí Zucchi. O reconhecimento de seu talento artístico fez Itatí ser convidada para participar da telenovela Garotas Bonitas, que graças ao sucesso que obteve, foi apresentada também na versão teatral.
A carreira de Itatí iniciou com o programa televisivo de suspense «La telaraña», de 1986 a 1988, e ao finalizar o programa, a atriz entrou ao CEA (Centro de Educación Artística), na Televisa, para preparar-se melhor, ingressando em 1990. Emilio Larrosa inclui-a no elenco da telenovela "Muchachitas", para entrar na segunda etapa da novela; ao finalizar, entrou no elenco de "La pícara sonadora", protagonizada pelos falecidos atores Mariana Levy e Eduardo Palomo.
Em 1992, Carla Estrada convida-a a fazer parte do elenco juvenil da telenovela "De Frente Al sol", que protagonizaram Maria Sorté e Alfredo Adame, mais tarde, em 1993, trabalha em "Dos Mujeres Un Camino", junto a Laura León e Selena, e novamente com Emilio Larrosa; ao finalizar o longo processo de produção desta última telenovela decide tomar-se um descanso.
Em 1995, Itatí interpretou a grande vilã Soraya Montenegro, da novela Maria do Bairro, sendo um dos maiores papéis da atriz. Esta foi considerada a maior vilã das telenovelas mexicanas, ganhando então vários troféus pelo seu ótimo trabalho, além de reconhecimento internacional. A vilã só ficaria na primeira fase da trama, porém, quando a mesma saiu, após ter sido jogada de uma janela por um amante, a audiência caiu muito, e a produção da telenovela foi obrigada a usar a criatividade para continuar a história com a personagem, que retornou após muitos anos fingindo que estava morta.
Em 1996, foi vencedora do famoso prêmio da revista "Tv y Novelas", como a melhor vilã do século. No mesmo ano regressa às telenovelas, com Emilio Larrosa, na telenovela Tú y yo, protagonizada por Maribel Guardia e Joan Sebastian; interpretando à vilã "Casandra"; nesse mesmo ano, faz sua primeira incursão ao cinema no filme "Bonita".
Em 1997, recebeu o reconhecimento de melhor atriz protagonista pela telenovela "Salud, Dinero y Amor". Participou da obra de teatro “Aventurera” (realizada por Carmen Salinas), da qual ganhou vários prêmios.
Em 1999, fez uma participação especial na telenovela Infierno en el paraíso, como a verdadeira Francesa Paoli Prado, além de entrar na obra "Aventurera", que a atriz Edith González deixou depois de quase 3 anos. No mesmo ano, também participou de "Cuento de Navidad".
Em 2000, deixa "Aventurera", devido a sua gravidez de gêmeos, deixando o papel a Niurka. Afasta-se da carreira um tempo para dedicar-se a sua família.
Em 2001, fez uma cena em Amigas y rivales; depois, regressa como antagonista de Sin pecado concebido, com a personagem da malvada Raquel Villavicencio.
Em 2002 veio ao Brasil para gravar Vale Todo, versão mexicana da telenovela brasileira Vale Tudo, interpretando o papel que foi da atriz Regina Duarte.
Em 2003 viajou para os Estados Unidos, onde gravou a telenovela El alma Herida, da Telemundo, também cantando o tema de abertura.
Em 2005, protagoniza um capítulo da série "Decisiones" e participa do episódio Una segunda oportunidade.
No ano de 2006 atua em mais dois filmes, "Cansada de besar sapos" e "Os pajarracos", também protagoniza a telenovela para Telemundo "La Viuda De Blanco" junto com seu amigo o ator cubano Francisco Gattorno.
No ano 2008 as negociações entre Televisa e Telemundo permitem-lhe regressar à empresa mexicana, primeiro viaja a Colômbia para protagonizar um capítulo de "Tiempo Final -Mala Noche", mais tarde substitui Angélica Rivera no capítulo "Sandra, trepadora" da série "Mujeres asesinas" na versão do México, mesmo com três meses de gravidez.
Em 2009 protagoniza a telenovela Hasta que el dinero nos separe, de Emilio Larrosa e que é uma adaptação da telenovela colombiana "Hasta que a prata nos separe", original de Fernando Gaitán, compartilhando créditos com o ator e cantor Pedro Fernández em seu regresso à televisão.
Em 2010 Itatí Cantoral foi vencedora do famoso prêmio da revista "TvyNovelas", como a melhor Atriz da Televisa em Interpretar Alejandra Álvarez del Castillo em Hasta que el dinero nos separe
Em 2013, fez uma participação especial na Novela "Fortuna", mais especificamente, em seus últimos trinta capítulos.
Em 2014, protagonizou a Novela "¿Quién mató a Patricia Soler?", juntamente com o ator espanhol Miguel de Miguel. A novela conta a história de Sara Fernándes, uma bem sucedida empresária do ramo de joais, que será acusada injustamente de ter cometido o assassinato de sua amiga pessoal e sócia Patrícia Soler. Depois de passar 17 anos em uma penitenciária, ela é libertada, e passa a se dedicar a descobrir a identidade do verdadeiro assassino, bem como a efetuar sua vingança.
Em 2015 regressa à Televisa como protagonista da novela Amores con trampa, ao lado de Ernesto Laguardia, Eduardo Yáñez e África Zavala. Em 2017 protagoniza  a série televisiva La diva del cine mexicano , contando toda da trajetória da primeira atriz e política Silvia Pinal

## Vida pessoal
Em 1997, enquanto gravava a novela Salud, dinero y amor, iniciou um relacionamento amoroso com seu colega de elenco, o ator Eduardo Santamarina, onde contracenavam como o casal principal da trama. Após dois anos juntos, casaram-se em 19 de setembro de 1999. O casamento na igreja ocorreu em 22 de janeiro de 2000. Em 04 de agosto do mesmo ano, Itatí deu à luz, através de parto cesariana, aos gêmeos idênticos José Roberto e Eduardo Santamarina Cantoral, que nasceram na Cidade do México. O casal divorciou-se em 2004, devido a traição de Eduardo Santamarina com a atriz Susana González.
Em 2006, enquanto atuava no papel principal da novela La viuda de Blanco, conheceu o coordenador de produção do elenco, e também cineasta, o colombiano Carlos Alberto Cruz. Iniciaram um relacionamento amoroso, e em 2007 casaram-se em uma cerimônia civil. Juntos têm uma filha, Maria Itatí Cruz Cantoral, nascida de parto cesariana, na Cidade do México, em 9 de outubro de  2008.
A cantora Thalía é sua comadre, madrinha de seus filhos gêmeos.
Em 7 de agosto de 2010, a atriz perdeu seu pai, o cantor e compositor mexicano Roberto Cantoral, vítima de um infarto.
Sua mãe, a atriz argentina Itatí Zucchi , faleceu em 28 de agosto de 2020, aos 74 anos, vítima de complicações da COVID-19.
Em outubro de 2020 a atriz descobriu ter testado positivo para o novo coronavírus, durante as gravações da telenovela La mexicana y el güero, entretanto, Itatí seguiu assintomática, mas precisou ficar catorze dias afastada do estúdio de gravação.

## Filmografia

### Televisão
| Ano        | Título                               | Personagem                                  | Notas                        |
| ---------- | ------------------------------------ | ------------------------------------------- | ---------------------------- |
| 1986       | La Telaraña                          | Sandy                                       | Coadjuvante                  |
| 1991       | Muchachitas                          | Luciana Aguilera                            | Protagonista                 |
| 1991       | La pícara soñadora                   | Figurante                                   | Participação                 |
| 1992       | De frente al sol                     | Lupita Buenrostro                           | Co-Protagonista              |
| 1993       | Dos mujeres, un camino               | Graciela Torres Núñez                       | Co-Protagonista              |
| 1995       | María la del Barrio                  | Soraya Montenegro Montalbán                 | Antagonista Principal        |
| 1996       | Tú y yo                              | Casandra Santillana Álvarez                 | Antagonista                  |
| 1997       | Salud, dinero y amor                 | Estrella Pérez                              | Protagonista                 |
| 1999       | Cuento de Navidad                    | Bárbara Montenegro                          | Estrelar                     |
| 1999       | Infierno en el paraíso               | Francesca Paoli Prado                       | Participação                 |
| 2001       | Amigas y Rivales                     | Sonia                                       | Participação                 |
| 2001       | Sin pecado concebido                 | Raquel Villavicencio de Martorel            | Antagonista                  |
| 2002       | Vale Todo                            | Raquel Accioli                              | Protagonista                 |
| 2003       | El alma herida                       | Eugenia Granados                            | Protagonista                 |
| 2005       | La segunda oportunidad               | Laura                                       | Série                        |
| 2005       | Decisiones                           | Marcela                                     | Ep.Hetizo                    |
| 2006       | La viuda de Blanco                   | Alicia Guardiolli                           | Protagonista                 |
| 2007       | Tiempo Final                         | Silvia                                      | Ep.Mala Noche                |
| 2008       | Mujeres Asesinas                     | Sandra Arvide                               | Episódio: "Sandra, Atrapada" |
| 2009       | Hasta que el dinero nos separe       | Alejandra Álvarez del Castillo              | Protagonista                 |
| 2011       | El sexo débil                        | Helena Camacho Sán Román                    | Protagonista                 |
| 2013       | Fortuna                              | Paloma Alarcón / Lorena Altamirano          | Participação Especial        |
| 2014       | ¿Quien mató a Patricia Soler?        | Sara Fernández Acuña de Salvaterra / Isabel | Protagonista                 |
| 2015       | Amores con trampa                    | Isabel Caroselli de Velasco                 | Protagonista                 |
| 2016       | El Chema                             | Blanca Lovato                               | Protagonista                 |
| 2018       | José José: El Príncipe de la Canción | Natalia Herrera Calles (Kiki)               | Protagonista                 |
| 2019       | Silvia, frente a ti                  | Silvia Pinal (adulta)                       | Protagonista                 |
| 2020 –2021 | La mexicana y el güero               | Andrea Ibarrola Gil                         | Protagonista Antagonista     |
| 2022       | Papás por Encargo                    | Maricarmen                                  | Elenco principal             |

### Cinema
- Sobre Tus Huellas (2020) .... Professora de equitação
- La Dictadura Perfecta (2014) .... Lucrecia
- Oceano - (2010)
- Amar - (2009)
- One Long Night - (Longa-metragem) - (2006)
- Los Pajarracos - (2006)
- Cansada de Besar Sapos - (Longa-metragem) - (2006)
- Pajarracos - (Longa-metragem) - (2005)
- Man Of Fire - (Longa-metragem) - (2004)
- Los Thunderbirds - (Longa-metragem de animação) - (2004)
- La Sombra del Sahuaro - (Longa-metragem) - (2004)
- La Hija del Caníbal - (2003)
- Ya no los Hacen Como Antes - (2002)
- No hay derecho Joven - (1999)
- Bonita - (1996)

### Publicidade
- Publicidade De Hidalgo, Mx
- Spot de Suburbia ,Mx
- Lady Speed Stick, México
- Got Milk, USA
- Pañales Pampers, USA
- Miss Clairol,Latinoamérica

## Teatro
- Dulce Caridad - (2008-2009)
- Frida Kahlo Un canto a la vida - (2007)
- Cabaret -  (2004-2005)
- Aventurera - (1999-2000)
- Don Juan Tenorio - (1998)
- Cuatro vagos y un Sinvergüenza - Posto en Cena
- La Cenicienta - (1993)
- Todo lo que digan será al revés - Posto en Cena
- Cuatro vagos y un Sinvergüenza - Posto en Cena
- La Cenicienta - (1993)
- Águila Real - (1992)
- Comédia Musical
- Muchachitas - (1991-1992)

## Discografia
- Vale Todo (2002)
- Itatí Cantoral canta Roberto Cantoral (2004)

## Prêmios e Indicações
| Ano  | Festival                                                   | Categoria                                  | Nomeações                      | Resultado |
| ---- | ---------------------------------------------------------- | ------------------------------------------ | ------------------------------ | --------- |
| 1993 | Prêmio TVyNovelas                                          | Melhor Atriz Juvenil                       | De frente al sol               | Indicada  |
| 1994 | Prêmio TVyNovelas                                          | Melhor Atriz Juvenil                       | Dos mujeres, un camino         | Indicada  |
| 1995 | Reina de la Televisión Veracruzana                         | Homenagem                                  | María la del barrio            | Venceu    |
| 1996 | Prêmio TVyNovelas                                          | Melhor Atriz Antagonista                   | María la del barrio            | Venceu    |
| 1996 | Prêmio Las Palmas de Oro                                   | Melhor Vilã                                | María la del barrio            | Venceu    |
| 1996 | Prêmios Bravo                                              | Melhor Vilã                                | María la del barrio            | Venceu    |
| 1996 | Premio Los Celosos de la Popularidad                       | Melhor Vilã de Todos Os Tempos             | María la del barrio            | Venceu    |
| 1997 | Prêmio Bravo                                               | Melhor Atriz Dramática                     | Mujer, casos de la vida real   | Venceu    |
| 1998 | Premio ACE de Nova York                                    | Melhor Atriz Protagônica                   | Salud, dinero y amor           | Venceu    |
| 2000 | Reina del Mercado de Sonora, México                        | —                                          | Homenagem                      | Venceu    |
| 2000 | Prêmio TVyNovelas                                          | Melhor Atuação Especial                    | Infierno en el paraíso         | Venceu    |
| 2000 | Prêmio Quetzal                                             | Melhor Atriz De Teatro                     | Aventurera                     | Venceu    |
| 2000 | Prêmios Bravo                                              | Melhor Atuação em Teatro Popular           | Aventurera                     | Venceu    |
| 2000 | Prêmio Palmas de Oro                                       | Melhor Atriz De Teatro                     | Aventurera                     | Venceu    |
| 2000 | Prêmio El Sol de Oro                                       | Melhor Atriz                               | Aventurera                     | Venceu    |
| 2001 | Reina de la Expovideo                                      | —                                          | Primavera                      | Venceu    |
| 2001 | Madrina de los Diablos Rojos de México                     | Ela mesma                                  | Homenagem                      | Venceu    |
| 2001 | Reina de los barrenderos                                   | Ela mesma                                  | Homenagem                      | Venceu    |
| 2002 | Prêmio TVyNovelas                                          | Melhor Atriz Antagonista                   | Sin pecado concebido           | Venceu    |
| 2002 | Prêmio Fama de Nova York                                   | Melhor Atriz Protagônica                   | Vale Todo                      | Venceu    |
| 2003 | Prêmio Arlequín                                            | Melhor Atriz do Ano                        | El alma herida                 | Venceu    |
| 2005 | Prêmio ACE de Nueva York                                   | Melhor Atriz Protagônica                   | El alma herida                 | Venceu    |
| 2005 | Prêmio Las Palmas de Oro                                   | Éxito Teatral                              | Conjunto da Obra               | Venceu    |
| 2005 | Premio de la Agrupación de Periodistas Teatrales de México | Melhor Atriz De Teatro Musical             | Cabaret                        | Venceu    |
| 2006 | Prêmio Revista Fama                                        | Melhor Atriz por Sua Brilhante Trajétoria  | Conjunto da Obra               | Venceu    |
| 2007 | Prêmio Revista TeleNovelas de Bulgária                     | Melhor Atriz protagônica                   | La Viuda de Blanco             | Venceu    |
| 2010 | Prêmio TVyNovelas                                          | Melhor Atriz Protagônica                   | Hasta que el dinero nos separe | Venceu    |
| 2010 | Prêmios People en Español                                  | Melhor Atriz                               | Hasta que el dinero nos separe | Venceu    |
| 2010 | Prêmios People en Español                                  | Melhor Par Romântico (com Pedro Fernández) | Hasta que el dinero nos separe | Venceu    |
| 2010 | Prêmios Bravo                                              | Melhor Atriz Protagônica                   | Hasta que el dinero nos separe | Venceu    |
| 2012 | Premios de la Agrupación de Periodistas Teatrales (APT)    | Melhor Atriz Protagonista                  | El sexo débil                  | Venceu    |
| 2017 | Premios Tu Mundo 2017                                      | Atriz Favorita                             | El chema                       | Indicada  |
| 2019 | Premios de la Agrupación de Periodistas Teatrales (APT)    | Melhor Atriz                               | Atracción fatal                | Venceu    |
| 2019 | Prêmio TV Adicto Golden Awards                             | Melhor Atriz Protagonista                  | Silvia, frente a ti            | Venceu    |
| 2020 | Prêmio TVyNovelas                                          | Melhor Atriz de Série Dramática            | Silvia, frente a ti            | Pendente  |
| 2020 | Prêmio TVyNovelas                                          | La mas guapa                               | Silvia, frente a ti            | Pendente  |
| 2020 | Prêmio TVyNovelas                                          | Sorriso Mais Bonito                        | Silvia, frente a ti            | Pendente  |